# Vela cangreja

Vela cangreja.

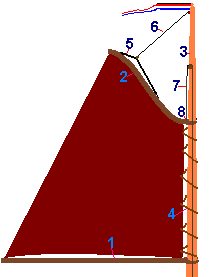
Vela cangreja.

En náutica, la vela cangreja es una vela trapezoidal de forma asimétrica, que se larga entre la botavara, el palo y el cangrejo de un velero (ingl. gaff sail).
La baluma (ingl. leech) es, normalmente, el lado más largo y corre al filo de popa. El grátil alto (ingl. head) es el más corto, corre a lo largo del cangrejo (ingl. gaff), afianzada en el pico (ingl. peak).
El grátil bajo o simplemente grátil (ingl. luff), que corre a lo largo del palo, y el pujamen (ingl. foot), que se enverga en la botavara (ingl. boom), suelen tener una longitud similar.

## Historia
La vela cangreja nace como evolución de las mesanas latinas que usaban las fragatas y los navíos hasta el siglo XIX. El aparato se difundió rápidamente entre los veleros de cabotaje del mar del Norte y de Escandinavia, y, posteriormente pasó al Mediterráneo, los Estados Unidos y otros lugares del mundo. Koffi y balandras neerlandesas, schooners y queches británicos, jagts finlandeses, goletas de dobles gabias, pailebotes mallorquines, son algunos ejemplos de veleros de cabotaje que han usado este aparejo.
Esta vela ha sobrevivido hasta hoy día, en los veleros y yates de regata que se han restaurado o que se han construido como reproducciones de los veleros de regatas del período 1850 a 1939. Igualmente, la vela cangreja se encuentra en todas las fragatas y bergantines, y adorna un palo de la corbeta.

## Elementos de una vela cangreja
1. Botavara
2. Grátil
3. Mástil
4. Relinga de la caída de proa
5. Puño de pena
6. Driza de pena
7. Driza de boca
8. Puño de boca